# Medaglia Lindenberg

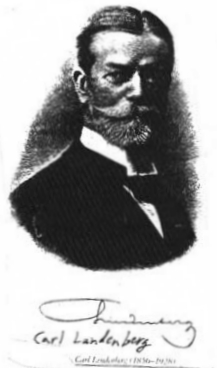
Carl Lindenberg

La medaglia Lindenberg è un premio conferito a chi ha fornito un "importante servizio alla filatelia" in virtù delle loro ricerche e contributi alla letteratura filatelica. Da alcuni è considerato come il premio Nobel della filatelia.

## Origine
La medaglia fu autorizzata dal Club filatelico di Berlino (Berliner Philatelisten-Klub) nel 1905 in onore del noto filatelista Carl Lindenberg.

## Carl Lindenberg
Carl Lindenberg (1850–1928) era un giudice tedesco e un importante collezionista di francobolli. Iniziò a collezionarli nel 1857 all'età di 7 anni, diresse il Berliner Philatelisten-Klub e nel 1905 creò la medaglia Lindenberg. Noto anche per aver avuto un ruolo importante nello smascherare i falsi di Fouré.

## Premiati
Negli anni la medaglia Lindenberg è stata conferita a numerosi filatelisti, tra cui:
- E. D. Bacon (Regno Unito)
- Dr. F. Diena (Italia)
- M. Hancian (Belgio)
- Major E. B. Evans (Regno Unito)
- M. P. Castle (Regno Unito)
- Hans Kropf (Austria)
- Pierre Mahe (Francia)
- Franz Kalckhoff (Germania)
- Judge V. Suppantschitsch (Austria)
- Dr. Mario del Pont (Argentina)
- August Dietz (USA)
- Wolfgang Hellrigl[2]
- Carroll Chase (USA)
- John Robert Boker, Jr. (USA)
- Herbert J. Bloch (USA)
- Soichi Ichida (Giappone)
- Emilio Diena (Italia) (1906)
- Enzo Diena (Italia) (1984)
- Charles Lathrop Pack (USA)
- Walter Beckton (Regno Unito)
- Wolfgang Hellrigl (Italia) (2007)